# Langenbach bei Kirburg
Langenbach bei Kirburg là một xã trong huyện Westerwald bang Rheinland-Pfalz thuộc nước Đức. Xã Langenbach bei Kirburg có diện tích 5,51 km², dân số là 1025 người (31/12/2006).